# 朝觐章
朝觐章（阿拉伯语：‎，羅馬化：Al-Ḥajj），音译罕吉章，是古兰经的第22章（苏拉），共78节（阿亚）。
朝觐章降示于穆罕默德迁徙至麦地那之后，属于麦地那篇章。该章因讲述伊斯兰教先知易卜拉欣修建克尔白并向世人宣布朝觐功课而得名。